# قرالر كوه
قرالر كوه هي قرية في مقاطعة أرومية، إيران. عدد سكان هذه القرية هو 226 في سنة 2006.